# Atlas LV-3B
Le lanceur Atlas LV-3B, Atlas D Mercury ou Mercury-Atlas, était un lanceur américain  utilisé pour le lancement les vaisseaux spatiaux avec équipage  du  Programme Mercury. Il est dérivé du missile balistique SM-65 Atlas et a donné naissance à la grande famille des fusées Atlas.
Neuf Atlas LV-3B ont été lancées dont deux vols d'essais suborbitaux non habités et quatre vols habités de la capsule Mercury. Les lancements de cette fusée ont été effectués à partir du site de lancement 14 de la base de lancement du Cap Canaveral en Floride.
Le premier lancement, Mercury-Atlas 1 (en), a eu lieu le 29 juillet 1960 et est un vol d'essai suborbital. La fusée a subi une défaillance structurelle peu après le lancement, elle n'a donc pu atteindre sa trajectoire prévue. Un autre échec a eu lieu lors du lancement en vol orbital de Mercury-Atlas 3. Une panne du système de guidage responsable de l’exécution des commandes de lacet et de roulis ont nécessité la destruction du véhicule. La capsule s'est séparée à l'aide de la tour de sauvetage et a été récupérée à 1,8 kilomètre (1,1 mile) de la tour de lancement.
D'autres lancements de cette fusée étaient prévus, mais ils ont dû être annulés car les premières missions Mercury ont atteint tous les objectifs fixés au programme. Le dernier lancement de la fusée LV-3B a eu lieu le 15 mai 1963 lors de la mission Mercury-Atlas 9.

## Historique des lancements
| Vol  | Date              | Site de lancement   | Charge utile         | Résultat      | Notes                                |
| ---- | ----------------- | ------------------- | -------------------- | ------------- | ------------------------------------ |
| 10D  | 9 septembre 1959  | Cap Canaveral LC-14 | Big Joe 1 (en)       | Échec partiel | Premier vol. Vol suborbital          |
| 50D  | 29 juillet 1960   | Cap Canaveral LC-14 | Mercury-Atlas 1 (en) | Échec         | Vol suborbital                       |
| 67D  | 21 février 1961   | Cap Canaveral LC-14 | Mercury-Atlas 2 (en) | Succès        | Vol suborbital                       |
| 100D | 25 avril 1961     | Cap Canaveral LC-14 | Mercury-Atlas 3      | Échec         |                                      |
| 88D  | 13 septembre 1961 | Cap Canaveral LC-14 | Mercury-Atlas 4      | Succès        | Premier vol orbital                  |
| 93D  | 29 novembre 1961  | Cap Canaveral LC-14 | Mercury-Atlas 5      | Succès        |                                      |
| 109D | 20 février 1962   | Cap Canaveral LC-14 | Mercury-Atlas 6      | Succès        | Premier vol orbital habité américain |
| 107D | 24 mai 1962       | Cap Canaveral LC-14 | Mercury-Atlas 7      | Succès        |                                      |
| 113D | 3 octobre 1962    | Cap Canaveral LC-14 | Mercury-Atlas 8      | Succès        |                                      |
| 130D | 15 mai 1963       | Cap Canaveral LC-14 | Mercury-Atlas 9      | Succès        | Dernier vol                          |

## Caractéristiques
| Caractéristiques                    | Propulseur d'appoint | 1er étage          |
| ----------------------------------- | -------------------- | ------------------ |
| Moteurs                             | 2 XLR-89-5           | 1 moteur XLR-105-5 |
| Poussée                             | 1 300 kN             | 300 kN             |
| Impulsion spécifique (dans le vide) | 282                  | 309                |
| Durée de fonctionnement             | 134 secondes         | 5 min              |
| Ergols                              | LOX/RP-1             | LOX/RP-1           |